# Hulodes gravata
Hulodes gravata là một loài bướm đêm trong họ Erebidae.